# Gopi Krishna

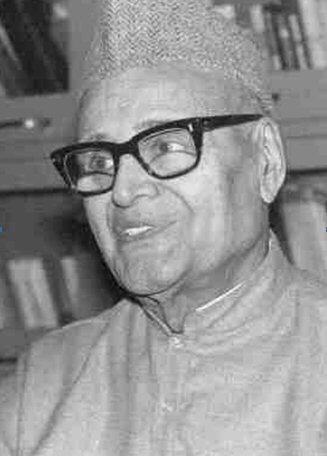
Gopi Krishna

Gopi Krishna Shivpuri (* 1903 in Gairoo, Kashmir; † 31. Juli 1984 in Srinagar, Jammu und Kashmir) war ein indischer Yogi, Mystiker, Gelehrter und Autor. Nachdem er im Alter von 34 Jahren ein Erwachen der Kundalini-Kraft erlebt hatte, begann er sich für die systematische pseudo-wissenschaftliche Erforschung des Kundalini-Phänomens zu engagieren.

## Leben
Gopi Krishna wurde 1903 in einem Dorf in der Nähe der nordindischen Stadt Srinagar geboren. Nach einer mehrere Jahre dauernden regelmäßigen Meditationspraxis hatte er 1937 im Alter von 34 Jahren unvorbereitet ein mystisches Erlebnis, welches in den traditionellen hinduistischen Schriften als „Erwachen der Kundalini“ oder „Aufsteigen der Kundalini“ bezeichnet wird. Nach eigenen Angaben nahm er dabei Ströme von Licht wahr, hörte überweltliche Klänge und erfuhr sich selbst als grenzenloses Bewusstsein. Diese ihn überwältigende Erfahrung bildete später die Basis für eine tiefergehende systematische Auseinandersetzung mit dem Thema. Dabei interessierten ihn insbesondere die biologischen Grundlagen des Kundalini-Aufstiegs. Im Verlaufe seines weiteren Lebens setzte er sich für eine wissenschaftliche Erforschung des Kundalini-Phänomens ein.
Gopi Krishna unterstützte außerdem die Rechte verwitweter Frauen in Indien.

## Werke
- Gopi Krishna: Kundalini: Erweckung der geistigen Kraft im Menschen. Übersetzung aus dem Englischen Sinai R. B. Pleyer und Ursula von Mangoldt. O. W. Barth Bei Scherz (2009) ISBN 3-502-61210-2
- Gopi Krishna, Carl Friedrich von Weizsäcker: Biologische Basis religiöser Erfahrung, Otto Wilhelm Barth, Weilheim 1971, ISBN 3-87041-250-X
- Gopi Krishna: Die verborgene Kammer des Bewusstseins – Die Schlangenkraft als Schlüssel zu den großen Geheimnissen der alten Kulturen, O.W.Barth Verlag (1980) ISBN 3-502-62368-6